# Comuna Pirdop, Sofia
Pirdop (în bulgară Пирдоп) este o comună în regiunea Sofia, Bulgaria, formată din orașul Pirdop și satele  și Dușanți. 

## Demografie
Componența etnică a comunei Pirdop
     Romi (3,06%)
     Bulgari (88,38%)
     Nicio identificare (7,56%)
     Altele (1,2%)
La recensământul din 2011, populația comunei Pirdop era de 8.293 locuitori. Din punct de vedere etnic, majoritatea locuitorilor (88,38%) erau bulgari, cu o minoritate de romi (3,06%). Pentru 7,56% din locuitori nu este cunoscută apartenența etnică.